# James Arthur
James Andrew Arthur (ur. 2 marca 1988 w Middlesbrough) – brytyjski piosenkarz, muzyk i autor tekstów. 
Zwycięzca dziewiątej edycji programu The X Factor (2012). Z debiutanckim singlem „Impossible” (coverem utworu Shontelle) dotarł do pierwszego miejsca na brytyjskiej liście przebojów; utwór rozszedł się w niemal 1,5 milionach kopii, co czyni go najlepiej sprzedającym się singlem finalisty The X Factor w historii. W 2013 wydał debiutancki album studyjny, zatytułowany po prostu James Arthur, z którym zadebiutował na drugim miejscu brytyjskiej listy bestsellerów.

## Życiorys
Urodził się w Middlesbrough w Anglii. Jest synem Shirley Ashworth i Neila Arthura, byłego kierowcy samochodu dostawczego, DJ-a i perkusisty. Kiedy miał dwa lata, jego rodzice się rozstali. Uczęszczał do Ings Farm Primary School w Redcar. Kiedy miał dziewięć lat, przeprowadził się z matką i ojczymem do Bahrajnu, gdzie przez cztery lata uczył się w British School of Bahrain. Kiedy miał 14 lat, po rozstaniu matki z partnerem, przeprowadził się z matką i dwiema przyrodnimi siostrami, Jasmin i Neve, do Saltburn-by-the-Sea. Kontynuował naukę w Rye Hills School w Redcar.
Pisał i nagrywał piosenki, od kiedy skończył 15 lat jako niezależny artysta solowy, jak i także w wielu zespołach: Moonlight Drive, Cue the Drama, Save Arcade i Emerald Skye. Na początku 2012 wydał dwie epki z zespołem The James Arthur Band, w tym The EP Collection. W tym samym roku wydał również minialbum pt. Hold On z zespołem The James Arthur Project we współpracy z Johnem McGoughiem.
9 grudnia 2012 zwyciężył w finale dziewiątej edycji programu The X Factor. W listopadzie 2013 wydał debiutancki solowy album, zatytułowany po prostu James Arthur. W 2016 wydał album pt. Back from the Edge.

## Dyskografia

### Albumy solowe
- James Arthur (2013) – 2x platynowa płyta w Polsce[3]
- Back from the Edge (2016)
- You (2019) – złota płyta w Polsce[4]
- It'll All Make Sense in the End (2021)
- Bitter Sweet Love (2024)